# Systellogaster calceolata
Systellogaster calceolata là một loài ruồi trong họ Asilidae. Systellogaster calceolata được Bigot miêu tả năm 1878.